# 金曜アニメ館
金曜アニメ館（きんようあにめかん）は、NHK BS2で2000年3月31日から2003年3月28日まで金曜の18:30-19:00まで放送されたアニメ専門情報番組のタイトルである。

## 概要
自他局関係なく最新アニメのスタッフや声優をゲストに迎え、その作品の見所を聞いたり観客にアテレコや作画を体験してもらうといった内容で収録はテント2000みんなの広場で行われた。
しかし、2002年4月から司会者変更などの大幅リニューアルが図られ、収録場所がNHKのスタジオに変更。これにより観客が参加するコーナーがなくなりスタッフ・声優とのトークのみに限定された。
番組は2003年に終了するが、声優とのトークは「衛星アニメ劇場」に引き継がれた。

## ナビゲーター

### 2002年3月まで
- ふかわりょう（王子）
- 池澤春菜（姫）
- 豊口めぐみ（姫）
- 柚木涼香（姫）
※姫3人は週代わりでの出演。
- 井上伸一郎（執事）
※リニューアル後はゲストとして出演。

### 2002年4月以降
- 立川志加吾→CHICAGO
- こずえ鈴

## テーマソング
- 「WONDERFUL TIME!」（唄:池澤春菜、豊口めぐみ、柚木涼香、作詞：相吉志保 作編曲：大森俊之）
- 「INTERLUDE」（唄・演奏:GRIZZLY）